# Anaphes stratipennis
Anaphes stratipennis is een vliesvleugelig insect uit de familie Mymaridae. De wetenschappelijke naam is voor het eerst geldig gepubliceerd in 1954 door Soyka.